# Faton Toski
Faton Toski (Gnjilane, 17 febbraio 1987) è un ex calciatore kosovaro con cittadinanza tedesca, di ruolo centrocampista.

## Biografia
Nato a Gnjilane, nell'allora provincia autonoma jugoslava del Kosovo, crebbe in Germania.

## Carriera

### Club
Tra il 2006 ed il 2009 ha giocato 27 partite e segnato 3 reti in Bundesliga con l'Eintracht Francoforte; successivamente ha giocato nella seconda serie tedesca con il Bochum.

### Nazionale
Ha giocato nella nazionale tedesca Under-19.
Il 5 marzo 2014 prende parte alla gara d'esordio internazionale della nazionale kosovara, giocando la partita pareggiata per 0-0 contro Haiti.

## Statistiche

### Presenze e reti nei club
Statistiche aggiornate al 19 dicembre 2014.
| Stagione                        | Squadra                         | Campionato                      | Campionato | Campionato | Coppe nazionali | Coppe nazionali | Coppe nazionali | Coppe continentali | Coppe continentali | Coppe continentali | Altre coppe | Altre coppe | Altre coppe | Totale | Totale |
| Stagione                        | Squadra                         | Comp                            | Pres       | Reti       | Comp            | Pres            | Reti            | Comp               | Pres               | Reti               | Comp        | Pres        | Reti        | Pres   | Reti   |
| ------------------------------- | ------------------------------- | ------------------------------- | ---------- | ---------- | --------------- | --------------- | --------------- | ------------------ | ------------------ | ------------------ | ----------- | ----------- | ----------- | ------ | ------ |
| 2005-2006                       | Eintracht Francoforte II        | OL                              | 1          | 0          | -               | -               | -               | -                  | -                  | -                  | -           | -           | -           | 1      | 0      |
| 2006-gen. 2007                  | Eintracht Francoforte II        | OL                              | 11         | 3          | -               | -               | -               | -                  | -                  | -                  | -           | -           | -           | 11     | 3      |
| gen.-giu. 2007                  | Eintracht Francoforte           | BL                              | 2          | 0          | CG              | 0               | 0               | -                  | -                  | -                  | -           | -           | -           | 2      | 0      |
| 2007-gen. 2008                  | Eintracht Francoforte II        | OL                              | 12         | 2          | -               | -               | -               | -                  | -                  | -                  | -           | -           | -           | 12     | 2      |
| gen.-giu. 2008                  | Eintracht Francoforte           | BL                              | 12         | 2          | CG              | 0               | 0               | -                  | -                  | -                  | -           | -           | -           | 12     | 2      |
| 2008-2009                       | Eintracht Francoforte           | BL                              | 13         | 1          | CG              | 1               | 0               | -                  | -                  | -                  | -           | -           | -           | 14     | 1      |
| Totale Eintracht Francoforte    | Totale Eintracht Francoforte    | Totale Eintracht Francoforte    | 27         | 3          |                 | 1               | 0               |                    |                    |                    |             |             |             | 28     | 3      |
| 2009-2010                       | Eintracht Francoforte II        | RLS                             | 17         | 4          | -               | -               | -               | -                  | -                  | -                  | -           | -           | -           | 17     | 4      |
| Totale Eintracht Francoforte II | Totale Eintracht Francoforte II | Totale Eintracht Francoforte II | 41         | 9          |                 |                 |                 |                    |                    |                    |             |             |             | 41     | 9      |
| 2010-2011                       | Bochum                          | ZL                              | 17+2       | 0          | CG              | 1               | 0               | -                  | -                  | -                  | -           | -           | -           | 20     | 0      |
| 2011-2012                       | Bochum                          | ZL                              | 15         | 2          | CG              | 2               | 0               | -                  | -                  | -                  | -           | -           | -           | 17     | 2      |
| 2012-gen. 2013                  | Bochum                          | ZL                              | 9          | 1          | CG              | 0               | 0               | -                  | -                  | -                  | -           | -           | -           | 9      | 1      |
| Totale Bochum                   | Totale Bochum                   | Totale Bochum                   | 41+2       | 3          |                 | 3               | 0               |                    |                    |                    |             |             |             | 46     | 3      |
| gen.-giu. 2013                  | Bochum II                       | RLW                             | 2          | 0          | -               | -               | -               | -                  | -                  | -                  | -           | -           | -           | 2      | 0      |
| gen.-giu. 2014                  | FSV Francoforte                 | ZL                              | 6          | 0          | CG              | 0               | 0               | -                  | -                  | -                  | -           | -           | -           | 6      | 0      |
| 2014-2015                       | FSV Francoforte                 | ZL                              | 10         | 1          | CG              | 0               | 0               | -                  | -                  | -                  | -           | -           | -           | 10     | 1      |
| Totale FSV Francoforte          | Totale FSV Francoforte          | Totale FSV Francoforte          | 16         | 1          |                 | 0               | 0               |                    |                    |                    |             |             |             | 16     | 1      |
| Totale carriera                 | Totale carriera                 | Totale carriera                 | 127+2      | 16         |                 | 4               | 0               |                    |                    |                    |             |             |             | 133    | 16     |